# 索姆叙普
索姆叙普（法語：Somme-Suippe，法語發音：[sɔm sɥip]）是法国马恩省的一个市镇，位于该省北部，属于香槟沙隆区。

## 地理
索姆叙普（49°6'56"N, 4°34'50"E）面积31.51 平方千米，位于法国大東部大區马恩省，该省份为法国东北部内陆省份，北起阿登省，西北接埃纳省，西南接塞纳-马恩省，南至奥布省，东南接上马恩省，东临默兹省。
与索姆叙普接壤的市镇（或旧市镇、城区）包括：比西堡、图尔布河畔拉瓦勒、图尔布河畔圣让、圣雷米叙比西、索姆图尔布、苏安-佩尔特莱叙尔吕、叙普、瓦尔热穆兰于尔吕。

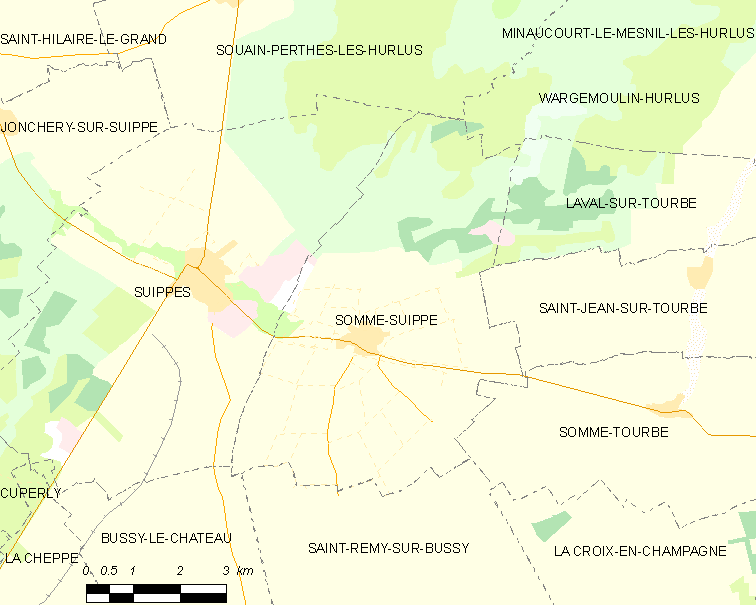
索姆叙普的OSM定位图

索姆叙普的时区为UTC+01:00、UTC+02:00（夏令时）。

## 行政
索姆叙普的邮政编码为51600，INSEE市镇编码为51546。

## 政治
索姆叙普所属的省级选区为阿戈讷-叙普-韦勒县。

## 人口

1962-2008年间索姆叙普人口变化图示

索姆叙普于2022年1月1日时的人口数量为511人。